# John McLean Morris
John McLean Morris (1er septembre 1914 - 8 avril 1993) est un gynécologue, chirurgien et chercheur américain.

## Biographie
Morris est né le 1er septembre 1914 à Kuling, en Chine, où son père, DuBois S. Morris, est un missionnaire presbytérien. La famille revient aux États-Unis où Morris fréquente l'école préparatoire Hotchkiss à Lakeville, Connecticut.
Morris se spécialise en biologie à l'Université de Princeton où il est membre du Cap and Gown Club et rédacteur en chef du Daily Princetonian. Il obtient son diplôme en 1936 et va à la Harvard Medical School, obtenant son diplôme en 1940.
Pendant la Seconde Guerre mondiale, Morris sert dans le corps médical de la marine, en tant que lieutenant-commandant pendant quatre ans. Il épouse Marjorie Austin Morris le 14 février 1950 à Short Hills, New Jersey.
En 1953, Morris fournit la première description complète de ce qu'il a appelé le "syndrome de féminisation testiculaire " (également connu sous le nom de syndrome de Morris) sur la base de 82 cas compilés à partir de la littérature médicale, dont deux de ses propres patients,,. Le terme "féminisation testiculaire" est inventé pour refléter l'observation de Morris selon laquelle les testicules de ces patients produisent une hormone qui a un effet féminisant sur le corps, un phénomène qui est maintenant compris comme étant dû à l'inaction des androgènes et à l'aromatisation subséquente de testostérone en œstrogène.
Morris et Gertrude Van Wagenen sont considérés comme les "découvreurs" de la contraception du lendemain, travaillant d'abord avec le DES pour prévenir la grossesse,,. Van Wagenen et Morris exposent leur succès avec des sujets humains lors de la réunion annuelle de 1966 de l'American Fertility Society.
Morris est chef de la gynécologie et professeur au Yale-New Haven Medical Center et à la Yale School of Medicine pendant 35 ans. Il développe des dispositifs intra-utérins.
Morris prend sa retraite en 1987 et est décédé d'un cancer de la prostate le 8 avril 1993 à son domicile de Woodbridge, Connecticut,.